# Liriel Domiciano
Raquel Domiciano Pereira (São Paulo, 25 de novembro de 1981) é uma cantora lírica e crossover clássico brasileira.

## Biografia
Liriel Domiciano ou simplesmente Liriel, teve suas primeiras apresentações na televisão como caloura no quadro “Quem Sabe Canta, Quem Não Sabe Dança” do Programa Raul Gil[1]. Classificada como sendo uma soprano lirico-leggero, possuindo extensão vocal de 4 oitavas, C2 – F5, com a rara habilidade de atingir notas musicais altíssimas mantendo um grande volume de voz, além de ultrapassar o F5 do piano com o registro de apito, do inglês “whistle register".
Da infância aos dias atuais, Liriel foi influenciada musicalmente por grandes nomes do cenário mudial como Sarah Brightman, Emma Shapplin, Jessye Norman, Whitney Houston e Mariah Carey. Tendo como principal inspiração, a lendária diva da ópera, Maria Callas.
Ganhou popularidade no Brasil interpretando canções do repertório de grandes nomes da música erudita clássica e contemporânea.
Seus primeiros discos foram gravados em parceria com o também ex-calouro Rinaldo Viana. Juntos, em 2002, lançam “Romance”, com mais de 500.000 cópias vendidas, e “Tempo de Amar”, ambos pela Warner. Pela mesma gravadora lançam um DVD gravado ao vivo no Credicard Hall de São Paulo. Ainda em 2002 a dupla viaja até a Itália aonde realizam uma apresentação diante a Fontana Di Trevi em Roma e gravam video clipes de seus sucessos em locais como o Coliseu e nos canais de Veneza. Tal gravação encontra-se disponível em DVD e foi exibida como especial do Dia dos Namorados pela Record TV.
Em 2004, Rinaldo Viana e Domiciano decidem seguir em carreira solo. Liriel vai viver nos EUA onde estuda canto com o treinador de voz norte-americano Seth Riggs, criador da técnica vocal chamada de "Speech Level Singing". Dentre os alunos famosos de Riggs estão Ray Charles, Josh Groban, Dusty Springfield, Whoopi Goldberg, Celine Dion e Michael Jackson.
Liriel foi convidada em 2004 para um especial como solista frente ao vencedor do grammy O Coro do Tabernáculo Mórmon, em Salt Lake City, estado de Utah, nos Estados Unidos, em seu programa especial "Music & the Spoken Word", diante uma platéia de de 20 mil pessoas e transmitida para mais de 170 países. Sendo a primeira solista a se apresentar no evento desde 1930, inaugurando assim uma nova fase de sucesso do programa e sendo sucedida por cantores mundialmente renomados como Andrea Bocelli, Reneé Fleming, Katherine Jenkins e David Archuleta. No Brasil, ela já havia se apresentado para grandes platéias em eventos em estádios como o Pacaembu e o Ginásio do Ibirapuera, ambos em São Paulo.
Em 2006 Liriel lança o CD e DVD Heaven's Eyes orquestrado pela Filarmônica de Praga, na República Tcheca, e vocais gravados nos estúdios de Hollywood, Estados Unidos. Este trabalho foi produzido pelo músico norte-americano Jerry Williams. Aclamado por sua alta qualidade técnica, o álbum traz do neoclássico “March With Me”, do compositor grego Vangelis, ao popular brasileiro “Monte Castelo”, de Renato Russo, além de músicas inéditas compostas exclusivamente e co-escritas por Liriel, ganhando disco de ouro por cerca de 250.000 mil copias vendidas.
Residindo entre São Paulo e Londres na Inglaterra, aonde estuda e realiza eventos musicais, atualmente Liriel é uma das juradas do programa da Rede Record “Canta Comigo”, versão brasileira do britânico “All Together Now”.

### Curiosidades
Apesar da carreira musical, Liriel é formada em Recursos Humanos pela UNISA, de São Paulo.
Raquel notou que as pessoas começaram a chamá-la de Liriel devido ao seu canto 'lírico' em junção com seu nome próprio. À partir de então adotou oficialmente o nome artístico de Liriel Domiciano.                             
Discografia
- Romance (2001)
- Quem Sabe Canta (2001)
- Especial: Rinaldo & Liriel Ao Vivo (2002)
- Palavras:(2002) - participação especial
- Tempo De Amar (2003)
- As Preferidas Do Bispo Macedo Volume 4 (2003) - participação especial
- Multioke Rinaldo & Liriel Na Itália (2004)
- Celebration of Life Gordon B Hinckley (2005) - participação especial
- Heaven's Eyes (2006)
- Liriel: Release (2007)
- Believe In Love: Songs Of Hope Inspiration (2007) - participação especial